# Enigma-G

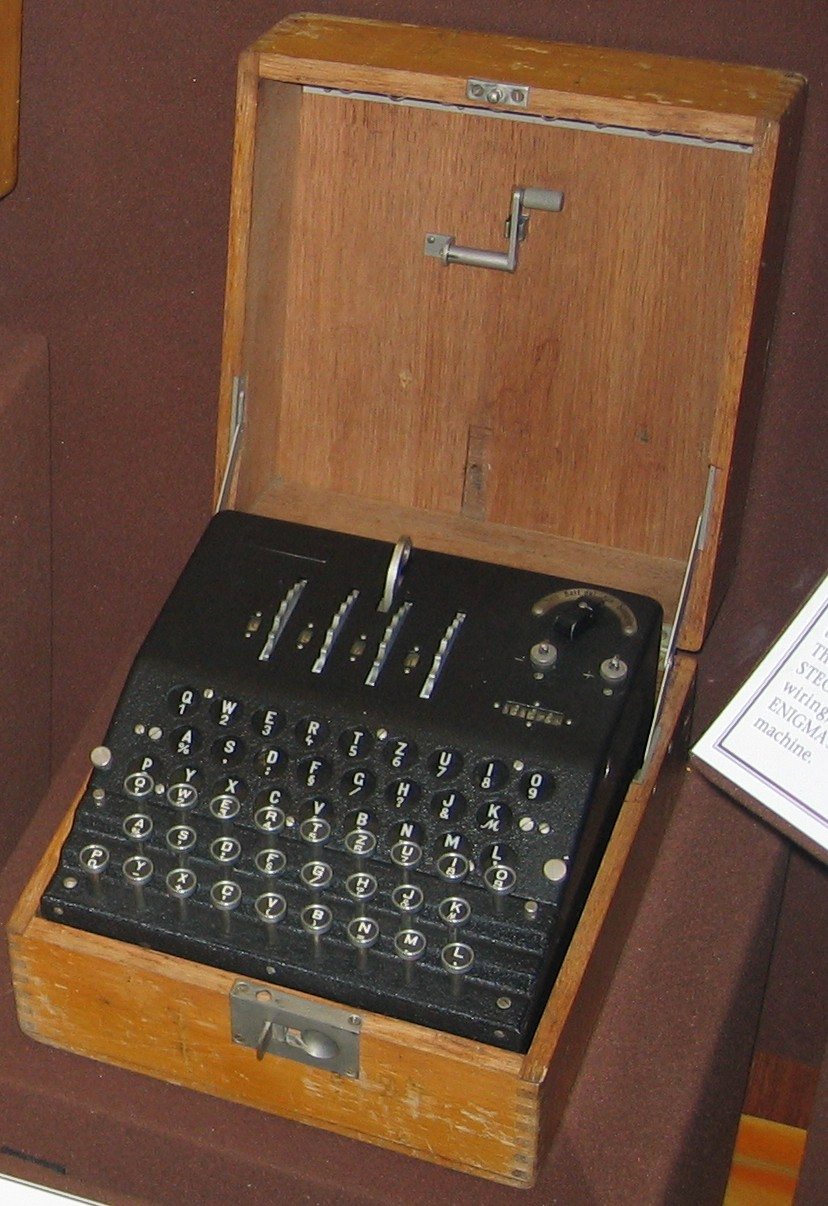
Die Enigma-G ließ sich aufgrund ihrer kompakten Abmessungen leicht transportieren

Die Enigma-G (geschrieben auch: Enigma G und bezeichnet auch als Glühlampen-Chiffriermaschine Enigma mit Zählwerk, kurz: Zählwerksmaschine, Zählwerks-Enigma oder G 31 nach dem Jahr 1931 ihrer Markteinführung; nach ihrer Verwendung auch Abwehr-Enigma genannt) ist eine Rotor-Schlüsselmaschine.
Sie wurde im Zweiten Weltkrieg insbesondere im Nachrichtenverkehr der deutschen Abwehr (Geheimdienst) zur geheimen Kommunikation verwendet. Nach der Anzahl ihrer Übertragskerben (siehe unten) wurde sie von den Briten auch als 11-15-17-Maschine (engl.: 11-15-17 machine) bezeichnet.

## Geschichte

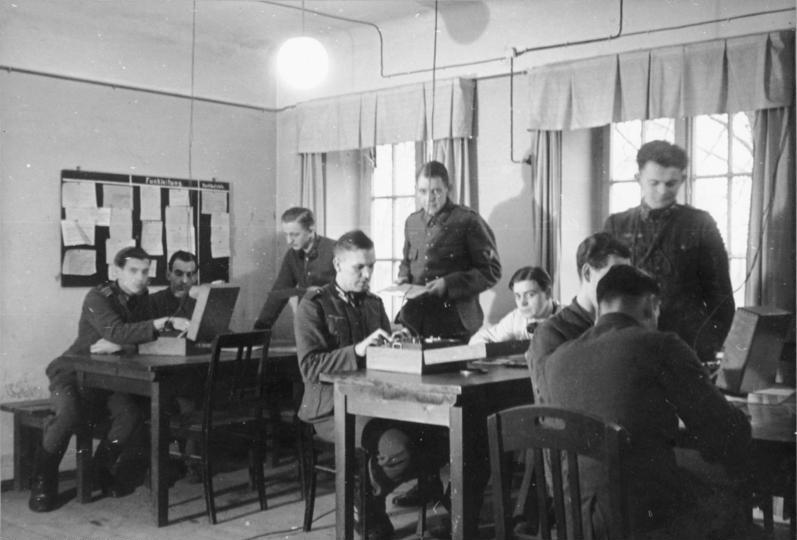
Soldaten des Geheimen Funkmeldedienstes des OKW Amt Ausland/Abwehr beim Ver- oder Entschlüsseln von Nachrichten mithilfe der Enigma

Die Idee zu dieser besonders handlichen Schlüsselmaschine, gedacht zunächst für kommerzielle (nichtmilitärische) Kommunikation, stammt aus dem Jahr 1926. Die Enigma‑G kam 1931 auf den Markt und stellt eine Weiterentwicklung der Enigma‑D in möglichst kompakter Form dar. Sie wurde an viele ausländische Kunden verkauft, unter anderem auch an die Niederländische Marine.
Die Enigma-G wurde nur in relativ geringen Stückzahlen bis 1943 produziert. Man schätzt, dass etwas weniger als 350 Stück gefertigt wurden. Zu internationalem „Ruhm“ brachte sie es dadurch, dass sie während des Zweiten Weltkriegs von der deutschen Abwehr eingesetzt wurde und von gegnerischer Seite gebrochen werden konnte (siehe auch: Dillwyn Knox). Soweit bekannt, sind nur drei der maximal 20 erhaltenen Exemplare dieses Enigma-Modells öffentlich zugänglich (siehe auch: Liste der Enigma-Exponate).

## Aufbau

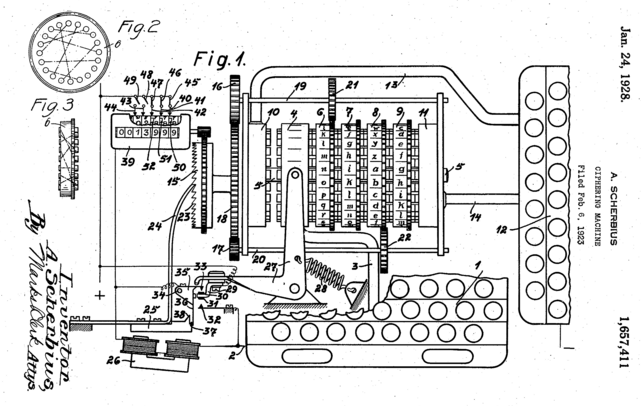
Das Zählwerk ist oben links hier in Fig. 1 gut zu erkennen (Zeichnung aus dem)

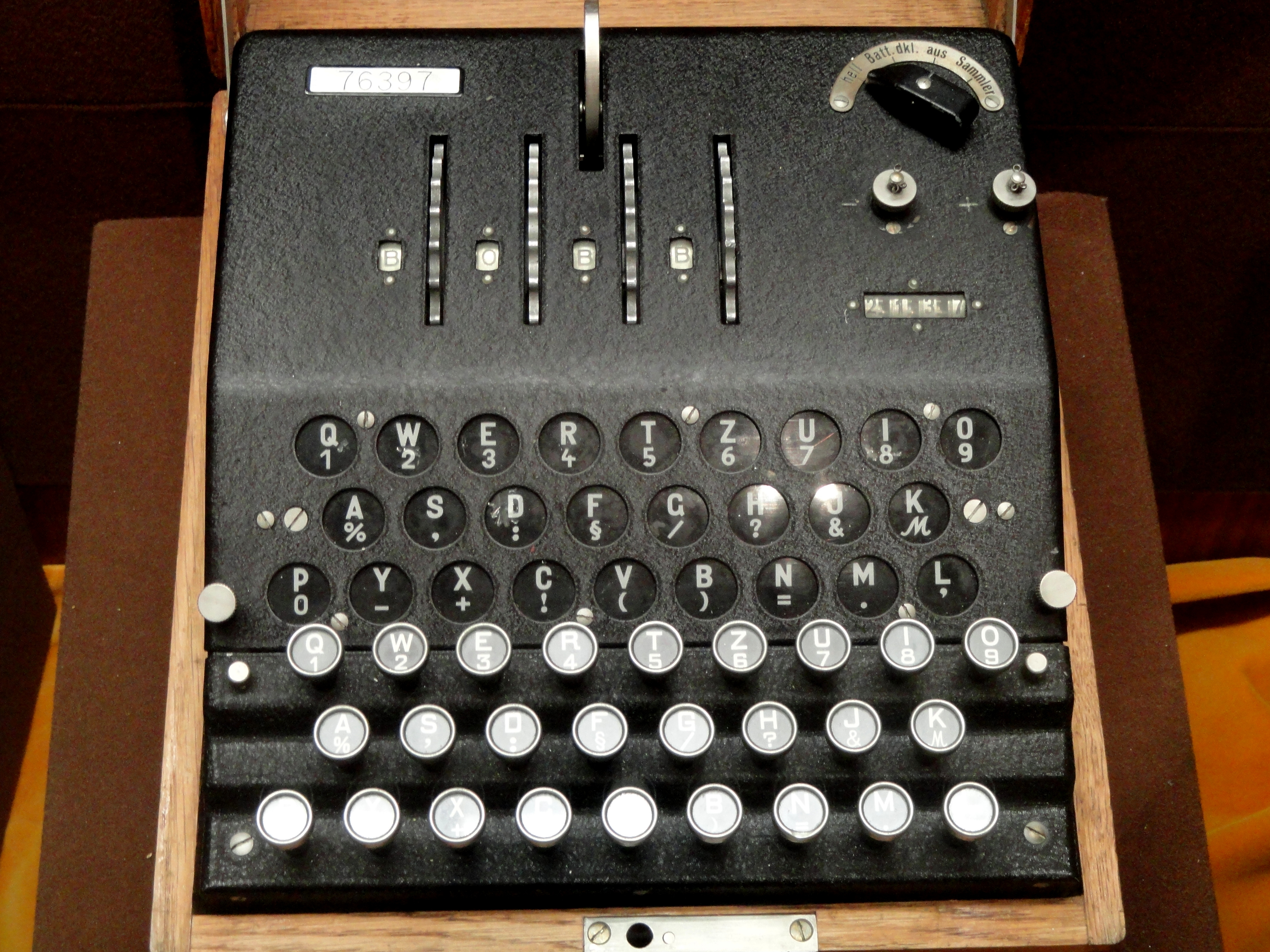
Walzensatz und Zählwerk, darunter Anzeige und Tastatur

Prinzip und grundlegender Aufbau der Enigma ist im gleichlautenden Übersichtsartikel beschrieben. Im Gegensatz zum dort im Mittelpunkt der Erläuterungen stehenden Modell Enigma I ist die Enigma‑G durch einige besondere Merkmale gekennzeichnet. Dazu gehören neben ihrem handwerklich besonders sorgfältigen und kompakten Aufbau mit den äußeren Abmessungen (L×B×H) 270 mm × 250 mm × 165 mm vor allem einige kryptographische Besonderheiten sowie das namengebende Zählwerk für die Anzahl der eingegebenen Buchstaben.
Die Enigma-G verwendet einen exklusiven Walzensatz (siehe auch: Enigma-Walzen), bei dem die drei unterschiedlichen Walzen nicht nur eine einzige Übertragskerbe (wie die Walzen I bis V der Enigma I) oder zwei Kerben (wie die Walzen VI bis VIII der Enigma M4) aufweisen, sondern über eine Vielzahl von Übertragskerben verfügen. Daraus folgt ein wesentlich häufigeres Weiterschalten der mittleren und der linken Walze als bei den übrigen Enigma-Modellen. Ferner nimmt sogar die Umkehrwalze (UKW) an der Rotation teil. Dies erhöht die kombinatorische Komplexität der Maschine und stärkt die kryptographische Sicherheit. Die Enigma‑G ist (abgesehen von der wenig verwendeten Enigma‑Z) das einzige Enigma-Modell, bei der sich auch die UKW während der Verschlüsselung weiterdreht (siehe auch: Enigma-Modelle).
Eine andere besondere Eigenschaft der Enigma‑G ist das Fehlen eines Steckerbretts. Dadurch wurde zwar die Konstruktion und die Handhabung der Maschine vereinfacht und die Verwendung für Agenten der Abwehr erleichtert, jedoch führte diese Maßnahme zu einer Schwächung der Verschlüsselung.
Eine nichtkryptographische Besonderheit der Enigma‑G ist ihr Getriebe, das zur Fortschaltung der Walzen dient, sowie ein spezielles Zählwerk, ähnlich einem mechanischen Kilometerzähler, das die Anzahl der Tastendrücke und damit die Länge des eingegebenen und verschlüsselten Textes zählt. So ist eine gute Kontrolle der Eingabe und sogar – anders als bei allen anderen Modellen – die Korrektur von Tippfehlern möglich, da mithilfe des Getriebes, das auch eine Rückwärtsrotation der Walzen möglich macht, und des Zählwerks, die Maschine um eine definierte Anzahl Zeichen zurückgestellt werden kann.
Im Gegensatz zur Enigma I, die in großen Stückzahlen von mehreren Zehntausend Exemplaren gebaut worden ist, wurden nur wenige hundert Zählwerks-Enigmas gefertigt.

## Walzen

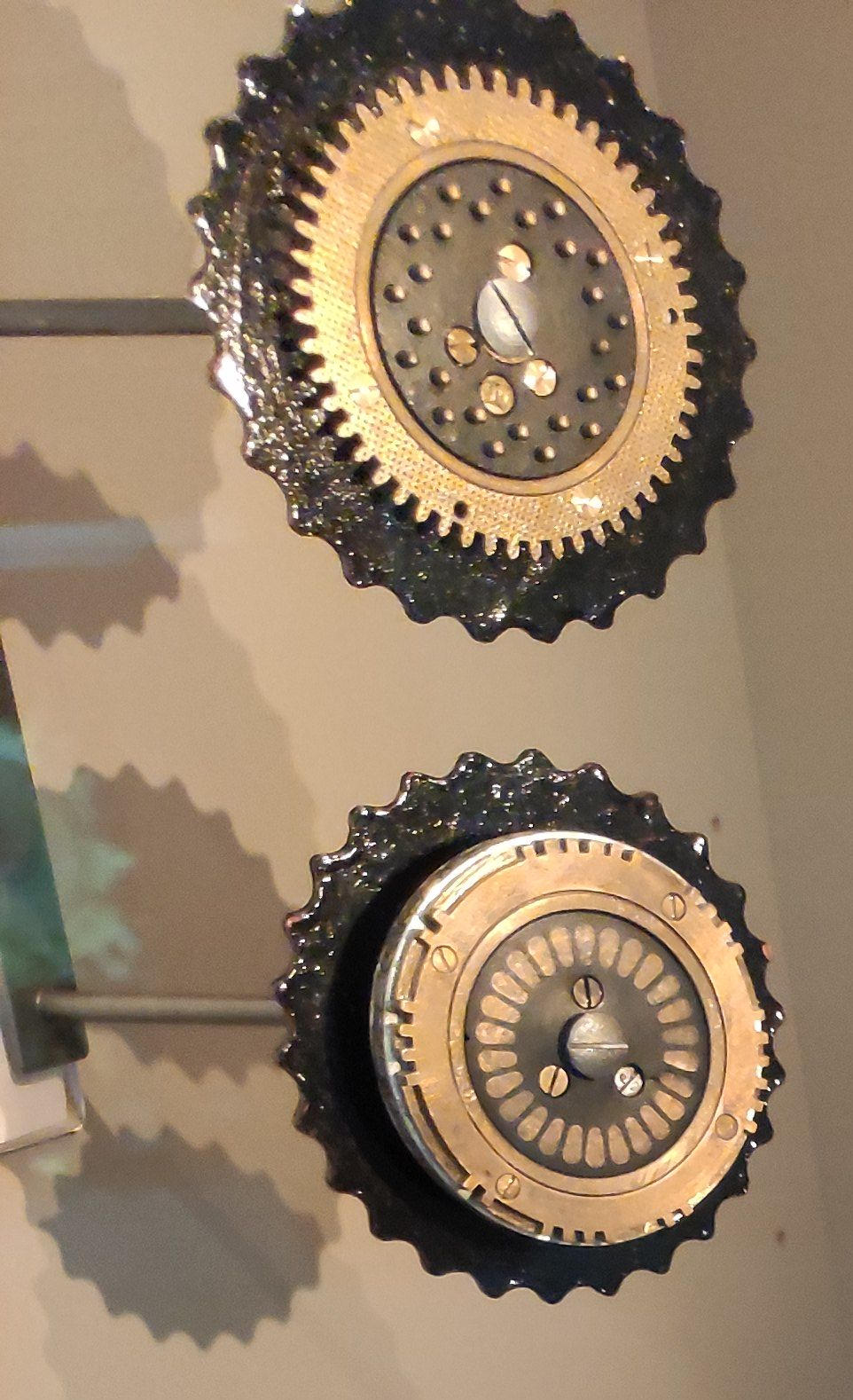
Die Walzen der Enigma‑G
(oben: rechte Seite;
unten: linke Seite)

Herzstück der Maschine ist, wie bei allen Enigma-Modellen, der Walzensatz. Bei der Enigma‑G besteht er aus drei austauschbaren Walzen, die mit römischen Zahlen (I, II und III) gekennzeichnet sind und sich während der Verschlüsselung drehen. Der Durchmesser der Walzen ist mit 85 mm etwas kleiner als bei den übrigen Modellen (100 mm). Dadurch bedingt, unterscheidet sich auch die Konstruktion der Walzen etwas von den anderen Modellen. So sind die Kontaktstifte auf der rechten Seite auf zwei konzentrischen Kreisen in einem Zickzack-Muster angeordnet und die Kontaktflächen auf der linken Seite der Walzen sind dementsprechend nicht kreisrund, sondern tropfenförmig gestaltet (Bild). Die Walzen können durch den Benutzer in beliebiger Reihenfolge angeordnet (permutiert) werden. Dies ergibt bei drei Walzen 3·2·1, also sechs mögliche Walzenlagen. Dazu kommt die UKW, die nicht wählbar ist, sich jedoch ebenfalls dreht.
Die Anfangsstellung der UKW und der drei Walzen kann vom Benutzer frei eingestellt werden. Hierzu gibt es jeweils 26 Möglichkeiten, entsprechend den 26 Großbuchstaben des lateinischen Alphabets. Insgesamt ergeben sich so 264, also 456.976 mögliche Anfangsstellungen von AAAA bis ZZZZ.
Um eine möglichst „unregelmäßige“ Rotation der Walzen zu erreichen, wurde die Anzahl der Übertragskerben im Vergleich zu den Walzen der von der Wehrmacht eingesetzten Enigma-Modellen drastisch erhöht. Dabei wurde darauf geachtet, die Periodenlänge von 264, also 456.976, nicht unnötig zu verringern, und dazu die Anzahl der Übertragskerben der drei Walzen teilerfremd zueinander und zu 26 gewählt, und zwar 17, 15 und 11 Kerben für die Walzen I, II und III.
Die Verdrahtung der Walzen war zunächst noch identisch mit den Walzen der Enigma‑D, wich aber trotz identischer Nummerierung (I, II und III) später davon ab und unterschied sich häufig auch zwischen einzelnen Exemplaren (individuelle „Walzenschaltungen“). Vermutlich wurde bei einigen Maschinen sogar während ihrer Lebenszeit die Verdrahtung des Walzensatzes gelegentlich verändert. Dies diente dazu, die verschiedenen Schlüsselkreise und Agenten besser voneinander abzuschirmen und die Sicherheit der Kommunikation zu erhöhen. Zu den Einzelheiten der Walzenverdrahtungen und der Übertragskerben siehe auch: Enigma-Walzen.

## Entzifferung

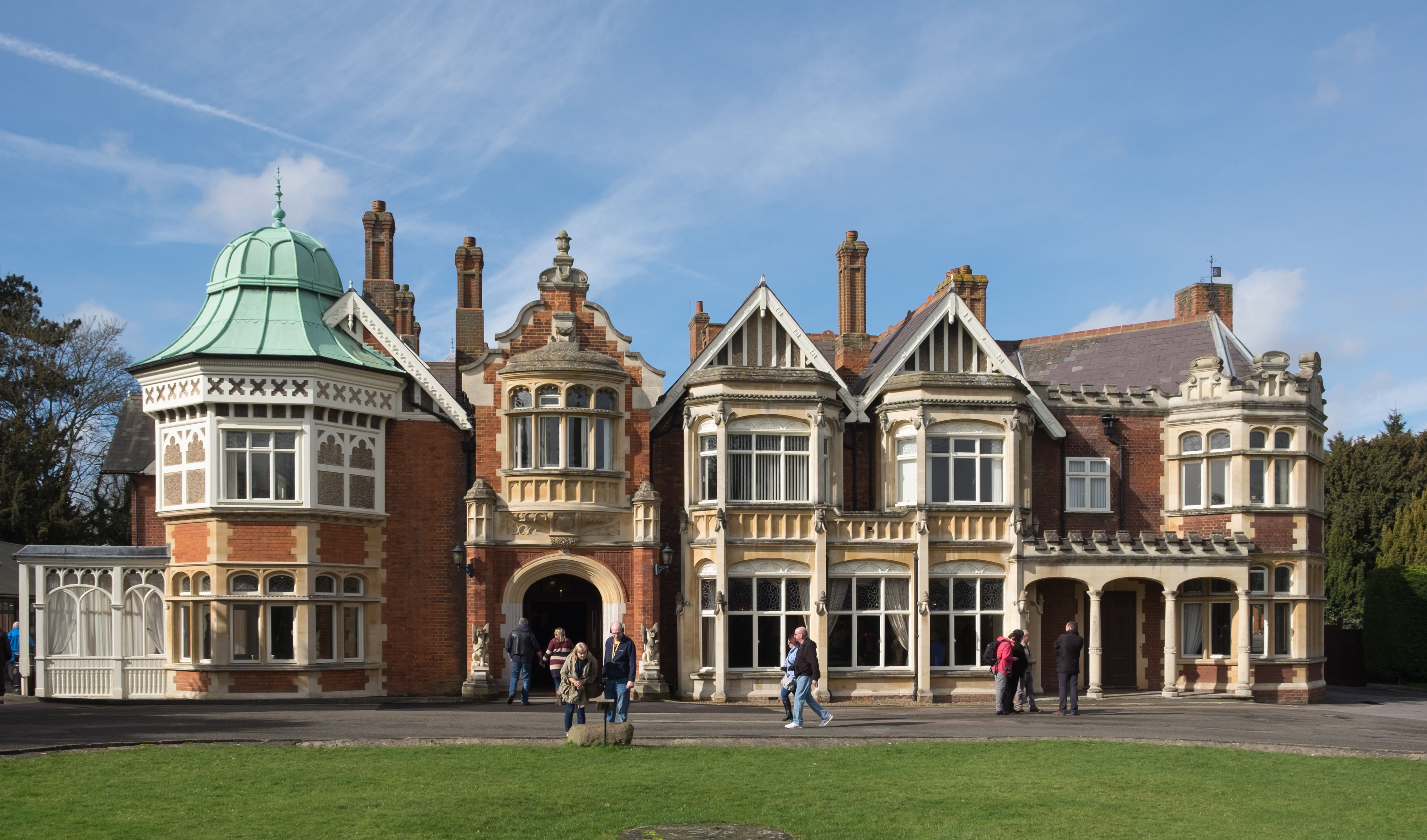
Das Herrenhaus (engl. the mansion) von Bletchley Park war die Zentrale der britischen Codeknacker und ist heute ein Museum

Wie bei allen anderen Enigma-Modellen gelang den britischen Codeknackern um Alan Turing und Gordon Welchman im englischen Bletchley Park auch bei der Enigma‑G die Entzifferung. Hauptursache für das Gelingen des Einbruchs war der Verzicht auf das Steckerbrett und die damit verbundene drastische Reduktion der kombinatorischen Komplexität der Maschine.
Der britische Kryptoanalytiker Peter Twinn, einer der Mitarbeiter Turings in Bletchley Park, kommentierte diesen deutschen Fehler mit den Worten they certainly missed a trick in not combining multiple-turnover wheels with Steckerverbindungen (deutsch: „sie [die Deutschen] verpassten sicherlich einen Kniff dadurch, dass sie nicht Walzen mit mehreren Übertragskerben und die Steckerverbindungen kombinierten“).
Die Folge war, dass es den Briten am 8. Dezember 1941 zum ersten Mal gelang, einen mit der Enigma‑G verschlüsselten deutschen Funkspruch zu entziffern. Maßgeblich an diesem Erfolg beteiligt waren Dillwyn „Dilly“ Knox und seine Mitarbeiterinnen Mavis Lever und Margaret Rock. Dies führte in der Folge dazu, dass deutsche Agenten bereits bei ihrer Einreise ins Vereinigte Königreich „in Empfang genommen“ werden konnten. Sie wurden anschließend nicht einfach nur eliminiert, sondern es gelang dem britischen Inlandsgeheimdienst MI5, viele von ihnen „umzudrehen“ und im Rahmen des Systems Double Cross (deutsch: „Doppelkreuz“) als Doppelagenten einzusetzen. Zusammen mit den aus Enigma‑G-Sprüchen entzifferten Informationen erhielt der MI5 ein so detailliertes und zutreffendes Bild über die Pläne und den Wissensstand der Abwehr, dass jeder einzelne noch in Großbritannien operierende deutsche Agent genau bekannt war und gezielt kontrolliert und manipuliert werden konnte. Dies wurde auch zur Desinformation der deutschen Führung genutzt (siehe auch: Operation Fortitude).
Auch amerikanischen Kryptoanalytikern in der United States Coast Guard Unit 387 gelang der Bruch der Enigma‑G.